# 大佐倉
大佐倉（おおざくら）は、千葉県佐倉市の大字。郵便番号285-0041。

## 地理
北は大佐倉干拓、北東は酒々井町印旛沼新田、東は酒々井町酒々井、南東は酒々井町本佐倉、南は将門町、南西は千成、西は飯田、北西は飯田干拓に隣接している。
飛地があり、将門町、酒々井町本佐倉、酒々井町上本佐倉に隣接している。

### 小字
小字は以下の通り。
- 花輪台（はなわだい）
- 作の下（さくのした）
- 大桜（おおざくら）
- 大御堂（おおみどう）
- 松山（まつやま）
- 松山台（まつやまだい）
- 梨の木（なしのき）
- 剣谷（つるぎだに）
- 駒込（こまごめ）
- 池田（いけだ）
- 根崎（ねさき）
- 池下（いけした）
- 長辺田（ながべた）
- 鳥井戸（とりいど）
- 入子（いりご）
- 浜宿（はまじゅく）
- 松合（まつあい）
- 宮下（みやした）
- 東松合（ひがしまつあい）
- 嶋下（しました）
- 将門新畑（まさかどしんはた）

## 歴史
江戸期は大佐倉村であり、下総国印旛郡のうち。佐倉藩領。村高は『元禄郷帳』528石余、『天保郷帳』『旧高旧領取調帳』ともに537石余。なお『旧高旧領』では八幡神社除地・勝胤寺領がそれぞれ20石ずつ見え、ともに天正19年に賜った朱印地である。村の反別は田36町余・畑21町余。安政4年『領分村高帳』によれば、高120石余が諸役御免となっており、小物成として夫役永1貫105文余・茶園栗代永250文・山銭鐚921文・草銭鐚526文が見える（旧佐野家文書/千葉市史史料編2）。浜宿河岸があり、佐倉城主所替の節御用荷物積場となった。また、同河岸は印旛沼岸交通の要衝で、幕末には水戸天狗党の侵入を防ぐ見張番が置かれた。将門御林は文久年間に一部が武家屋敷地となった。神社は口之宮神社・八幡神社など、寺院は真言宗宝珠院・曹洞宗勝胤寺（印旛郡誌）。なお、佐倉藩主堀田正亮は宝暦2年の惣五郎百回忌にあたり、惣五郎に法名をおくるとともに口之宮神社に合祀し、同社別当宝珠院に対し年々米15俵を下付したという。明治6年千葉県に所属。明治22年内郷村の大字となる。

### 沿革
- 1873年（明治6年） - 千葉県に所属。
- 1889年（明治22年）4月1日 - 内郷村大字大佐倉となる。
  - 町村制施行し大佐倉村、岩名村、飯野村、飯野町、土浮村、山崎村、下根村、下根町、萩山新田、飯田村が合併し印旛郡内郷村が発足。
- 1937年（昭和12年）2月11日 - 佐倉町大字大佐倉となる。
  - 佐倉町・内郷村が合併し、佐倉町が発足。
- 1954年（昭和29年）3月31日 - 佐倉市大佐倉となる。
  - 佐倉町・臼井町・弥富村・志津村・根郷村・和田村が合併し、佐倉市が発足。

## 世帯数と人口
2017年（平成29年）10月31日現在の世帯数と人口は以下の通りである。
| 大字   | 世帯数  | 人口  |
| ------ | ------- | ----- |
| 大佐倉 | 211世帯 | 532人 |

## 小・中学校の学区
市立小・中学校に通う場合、学区は以下の通りとなる。
| 番地       | 小学校               | 中学校               |
| ---------- | -------------------- | -------------------- |
| 1～1907    | 佐倉市立佐倉東小学校 | 佐倉市立佐倉中学校   |
| 1908～1931 | 佐倉市立佐倉東小学校 | 佐倉市立佐倉東中学校 |

## 交通

### 鉄道
- 京成本線
  - 大佐倉駅　- 読みは「おおさくら」と濁らない。

## 施設
- 大佐倉会館
- 宝珠寺
- 住善寺
- 勝胤寺
- 観音堂
- 浅間神社
- 金比羅神社
- 麻賀多神社
- 八幡神社
- 将門口ノ宮神社